# Solanum cowiei
Solanum cowiei é uma planta herbácea da  família das solanaceaes. É endémica do norte da Austrália. O fruto é uma baga verde, de até 15 mm de diâmetro, que madura se torna verde escuro e se separa do cálice.